# Електро-вейв
Електро-вейв, також електронік-вейв, синтвейв, синтівейв, синтесайзер-вейв і техно-вейв з 1980-х років є міжнародною назвою виконавців з жанру нью-вейв, які у своїй музиці опирались в основному на синтетичну основу (наприклад, Depeche Mode, Гері Ньюман, Анна Кларк і Psyche).
З точки зору звукових характеристик піджанр підтримувався передовими синтезаторами, такими як Moog Prodigy, Korg MS-20 , Roland Juno-60, Roland Jupiter-8, послідовності Circuit Pro 1, Oberheim OB-8, Yamaha DX7 і Casio FZ-1.

## Передумови виникнення
Одним з перших треків у жанрі вважається " Being Boiled ", випущений в 1978 році британською групою The Human League.
Пізніше цей термін почали використовувати стосовно таких групам, як «The Invincible Spirit» та « Second Voice», які, починаючи приблизно з середини 1980-х років, почали поєднувати типові елементи нью-вейву та різкі електронні звукові структури, і ця суміш жанрів — іноді під впливом EBM — повністю оформилась в середині 1990-х років. На відміну від чистого, мінімалістичного ЕВМ, акцент тут був зроблений на різноманітність та мелодійність. Пітер Спіллс з "Project Pitchfork ", однієї з рушійних сил вейв-сцени на початку 1990-х років, таким чином висловився з цього приводу:
|  | Наразі є дуже багато речей, які звучать по-справжньому сухо, по-справжньому стерильно. Ми намагаємося створити щось інше: мелодійне і разом з тим різке, але передусім атмосферне, просторе! Прослуховування не має бути таким, ніби ти проеціюєш малюнок на стіну. Воно має викликати почуття. |

Межі дарк-вейву часто були розмиті. Особливо характерними перетини з іншими жанрами були для таких виконавців, як The Eternal Afflict, Deine Lakaien і вищезгадані Project Pitchfork, які свого часу охрестили свій альбом Lam'bras як «позитивно-містичний напад на електро-вейв».
Після того як численні проекти припинили свою діяльність у середині 1990-х років або пройшли принципову зміну стилю, сьогодні електро-вейв вважається в основному вимираючим жанром. Лише деякі групи, такі як «The Frozen Autumn», в даний час роблять музику в цьому жанрі.

## Класифікація
На відміну від розпливчатих правил синт-попу, який в основному відноситься до доступної, електронної поп-музики, яка виникла з розвитком синтезаторів, поняття електро-вейв , а точніше синт-вейв об'єднало групи музикантів, які використовували електронні інструменти в пост-панку і нью-вейві, і намагалися зберегти грубий, необроблений стиль та експериментувати з панком у своїх композиціях (наприклад, за допомогою різких текстів).
Електро-вейв є близьким до електропанку і Minimal Electro, хоча кордони між жанрами доволі розмиті. Іноді Minimal Electro навіть підпорядковувався електро-вейву і вважався його ранньою формою. Починаючи з 2004 року, було випущено десятки музичних збірок, зі словами електро-вейв та синт-вейв у назві, що охоплює широкий спектр нью-вейв музики 1980-х років, базованої на використанні синтезаторів.
Як альтернатива терміну електро-вейв використовувався техно-вейв. Термін Техно був розповсюджений у 1980-х роках як загальна назва для електронної музики (див. термін «техно» у 1980-х роках). Зв'язку з пізнішим жанром техно-хаус це поняття не має.

## Альбоми з характерними для жанру ознаками
- 1987 · The Invincible Spirit — Current News
- 1987 · Poésie Noire — Tales of Doom
- 1987 · Batz Without Flesh — Batz Without Flesh
- 1989 · Batz Without Flesh — A Million Bricks
- 1989 · The Fair Sex — Demented Forms
- 1991 · Vanishing Heat — Hallucination
- 1991 · The Eternal Afflict — Atroci(-me)ty
- 1991 · Deine Lakaien — Dark Star
- 1991 · The Mao Tse Tung Experience — Revlover
- 1991 · Silke Bischoff — This is the New Religion
- 1991 · Necrophilistic Anodyne — Raping Facts
- 1991 · Project Pitchfork — Dhyani
- 1992 · Project Pitchfork — Lam-'bras
- 1992 · Second Decay — La Décadence Électronique
- 1992 · Metronic — Mystic Moods
- 1993 · Fortification 55 — Anthropology
- 1993 · Aurora — The Land of Harm and Appletrees
- 1993 · Individual Industry — Templum Probus
- 1993 · Second Voice — Approaching Luna
- 1996 · Second Voice — D.A.W.N. — The Collection
- 1995 · Venus Walk — Side Effect
- 1995 · The Frozen Autumn — Pale Awakening
- 1996 · Morbus Kitahara — Reviving the Fading Light
- 2001 · Kirlian Camera — Kälte Container